# Charles Christian
Charles Richard Parkin Christian, (ur. 27 listopada 1883, zm. 15 września 1971) – polityk z Pitcairn, wielokrotny magistrate (burmistrz) wysp.
Christian był synem Francisa i Eunice Young. Był w związku małżeńskim z Rosalind Butler (córka Petera i Alice McCoy), z którą miał troje dzieci: Lorenę (ur. 1910), Marjorie (ur. 1912) i Richarda (1915-1974).
Po raz pierwszy urząd magistrate na Pitcairn (ówczesna nazwa obecnego urzędu burmistrza) objął 1 stycznia 1920 i pełnił go do końca roku. Potem piastował to stanowisko jeszcze siedmiokrotnie (1922, 1925, 1933-1934, 1942, 1944, 1949 oraz w latach 1955-1957). Jest pod tym względem współrekordzistą (również osiem razy stanowisko to piastował Thursday October Christian II).